# Rio Grande do Sul
Rio Grande do Sul Brazília egyik állama, az ország déli határán. Santa Catarina állammal, továbbá az Atlanti-óceánnal, Uruguayjal és Argentínával határos.

## Földrajzi adatok
- Területe 281 748 km²
- Lakossága 11 207 274 fő volt 2014-ben[2]
- Népsűrűsége 40 fő/km² volt 2014-ben
- Székhelye: Porto Alegre